# Darkside (bài hát của Alan Walker)
Darkside là một bài hát do nam DJ và nhà sản xuất thu âm người Anh gốc Na Uy, Alan Walker thể hiện, hợp tác với ca sĩ kiêm nhạc sĩ người Đức gốc Antigua, Au/Ra và ca sĩ người Na Uy, Tomine Harket. Bài hát được phát hành vào ngày 27 tháng 7 năm 2018 thông qua Mer Musikk và Ultra Records. Hai bản remix cũng đã được phát hành, một của DJ kiêm nhà sản xuất người Áo LUM!X và một của Afrojack với sự cộng tác của Chasner. Tuy nhiên, cả hai đều không được xuất bản chính thức bởi kênh YouTube của Walker.

## Bối cảnh
Đĩa đơn này là phần thứ hai trong bộ ba phim World of Walker, với thế giới khoa học viễn tưởng tương lai, hậu tận thế được thấy trong video âm nhạc trước đó của anh "All Falls Down" được xem lại ở đây với những góc nhìn đầy hy vọng về tương lai với những cảnh quan hùng vĩ. Video trước "All Falls Down", "Tired" đóng vai trò là phần tiền truyện của bộ ba phim này, trong đó một cơn bão mặt trời đã phá hủy toàn bộ công nghệ trên trái đất, thay đổi tiến trình của loài người mãi mãi. Lời bài hát trong phần điệp khúc, "I see it, let's feel it, while we're still young and fearless" lấy một phần từ giai điệu của ca khúc "Heart of Courage" của Two Steps from Hell.

## Video âm nhạc
Những video này do đạo diễn Kristian Berg của MER chỉ đạo. Cùng với video âm nhạc đi kèm, "Darkside" là bài hát thứ hai trong bộ ba "World of Walker" và tiếp nối đĩa đơn trước đó, "All Falls Down".

## Xếp hạng
| Xếp hạng (2018–19)                            | Vị trí cao nhất |
| --------------------------------------------- | --------------- |
| Áo (Ö3 Austria Top 40)                        | 63              |
| Bỉ (Ultratip Flanders)                        | 8               |
| Bỉ (Ultratip Wallonia)                        | 13              |
| Canada (Canadian Hot 100)                     | 93              |
| Phần Lan (Suomen virallinen lista)            | 6               |
| Đức (GfK)                                     | 97              |
| Hungary (Rádiós Top 40)                       | 37              |
| Hungary (Single Top 40)                       | 17              |
| Hà Lan (Dutch Top 40)                         | 8               |
| Hà Lan (Single Top 100)                       | 32              |
| Na Uy (VG-lista)                              | 1               |
| Ba Lan (Polish Airplay Top 100)               | 8               |
| Thụy Điển (Sverigetopplistan)                 | 10              |
| Thụy Sĩ (Schweizer Hitparade)                 | 39              |
| Hoa Kỳ Hot Dance/Electronic Songs (Billboard) | 9               |

| Xếp hạng (2018)                               | Vị trí |
| --------------------------------------------- | ------ |
| Hà Lan (Dutch Top 40)                         | 48     |
| Hoa Kỳ Hot Dance/Electronic Songs (Billboard) | 48     |

| Xếp hạng (2019)                               | Vị trí |
| --------------------------------------------- | ------ |
| Hoa Kỳ Hot Dance/Electronic Songs (Billboard) | 32     |

## Chứng nhận
| Quốc gia | Chứng nhận  | Số đơn vị/doanh số chứng nhận |
| --- | ----------- | ----------------------------- |
| Áo (IFPI Áo)                                                                                                | Vàng        | 15.000‡                       |
| Canada (Music Canada)                                                                                       | Bạch kim    | 80.000‡                       |
| Đan Mạch (IFPI Đan Mạch)                                                                                    | Vàng        | 45.000‡                       |
| México (AMPROFON)                                                                                           | Vàng        | 30.000‡                       |
| Ba Lan (ZPAV)                                                                                               | 2× Bạch kim | 40.000‡                       |
| Bồ Đào Nha (AFP)                                                                                            | Vàng        | 5.000‡                        |
| Thụy Sĩ (IFPI)                                                                                              | Vàng        | 10.000‡                       |
| Anh Quốc (BPI)                                                                                              | Bạc         | 200.000‡                      |
| Hoa Kỳ (RIAA)                                                                                               | Vàng        | 500.000‡                      |
| Streaming                                                                                                   |             |                               |
| Thụy Điển (GLF)                                                                                             | 2× Bạch kim | 16.000.000                    |
| ‡ Chứng nhận dựa theo doanh số tiêu thụ và phát trực tuyến. · Chứng nhận dựa theo doanh số phát trực tuyến. |             |                               |